# Love Is (Kim Wilde)
Love Is è l'ottavo album in studio della cantante britannica Kim Wilde, pubblicato nel 1992.

## Tracce
1. Love Is Holy
2. Who Do You Think You Are?
3. I Believe in You
4. Touched by Your Magic
5. I Won't Change the Way That I Feel
6. Million Miles Away
7. The Light of the Moon (Belongs to Me)
8. Heart Over Mind
9. A Miracle's Coming
10. Try Again
11. Too Late